# Ceraclea egeria
Ceraclea egeria är en nattsländeart som beskrevs av Malicky och Chaibu in Malicky 2000. Ceraclea egeria ingår i släktet Ceraclea och familjen långhornssländor. Inga underarter finns listade i Catalogue of Life.